# Avenas
Avenas foi uma comuna francesa na região administrativa de Auvérnia-Ródano-Alpes, no departamento de Ródano. Estendia-se por uma área de 9,49 km². Em 2010 a comuna tinha 131 habitantes (densidade: 13,8 hab./km²).
Em 1 de janeiro de 2019, passou a formar parte da nova comuna de Deux-Grosnes.